# Unidos do Cabuçu
Sociedade Esportiva Recreativa Escola de Samba Unidos do Cabuçu é uma escola de samba da cidade do Rio de Janeiro, fundada a 28 de dezembro de 1945.
Seu nome é uma homenagem à rua onde sua sede se situava, a Rua Cabuçu, no Lins de Vasconcelos, não devendo a escola ser confundida com o bairro de Cabuçu, em Nova Iguaçu.

## História

Desfile da Unidos do Cabuçu de 1972. Arquivo Nacional.

A história da escola conta que, no Morro do Amor, segundo Hiram Araújo, no livro "Carnaval - Seis Mil Anos de História", existia um clube de futebol com o nome Nacional Futebol Clube, com sede na Rua Dona Francisca, com as cores azul e branca. Na época do carnaval, este clube se transformava em bloco carnavalesco, e daí partiu a ideia de transformar o bloco em escola. As comunidades que participam da escola são as do Morro do Barro Vermelho, da Favela do Barro Preto e do Amor, localizadas na região que compreende os bairros de Engenho Novo, Lins e Méier.
Babaú teve a ideia de juntar os blocos e fundar no dia 28 de dezembro de 1945 a escola de samba Unidos do Cabuçu, que já no ano de 1946 desfilou com o enredo "Carnaval na Fazenda", de autoria do próprio Babaú. O primeiro desfile oficial da Cabuçu foi em 1947, na Praça 11, com enredo e samba de Babaú - "Compositor Desprezado". Waldomiro Rocha (Babaú), Orlando Vicente Ribeiro, Jairo Marques da Silva, Izalte Francisco de Oliveira, Jorge Alves, Wanderley Alves, João Taul Silva, e outros, são os fundadores.

Desfile da Unidos do Cabuçu de 1972. Arquivo Nacional.

De 1950 até 1960 desfilou na Candelária, em 1961 a escola ganhou o Segundo Grupo com o enredo "Relíquias do Rio Antigo". Retorna ao Primeiro Grupo em 1977 com o enredo "Os Sete Povos das Missões". No ano de 1982 é eleita a jornalista Therezinha Monte como sua primeira presidente que entre suas glórias tem a conquista do Primeiro Campeonato da Passarela do Samba - 1984, com o enredo "Beth Carvalho - A Enamorada do Brasil". A escola permaneceu no Grupo Especial por seis anos consecutivos, entre 1985 e 1990.

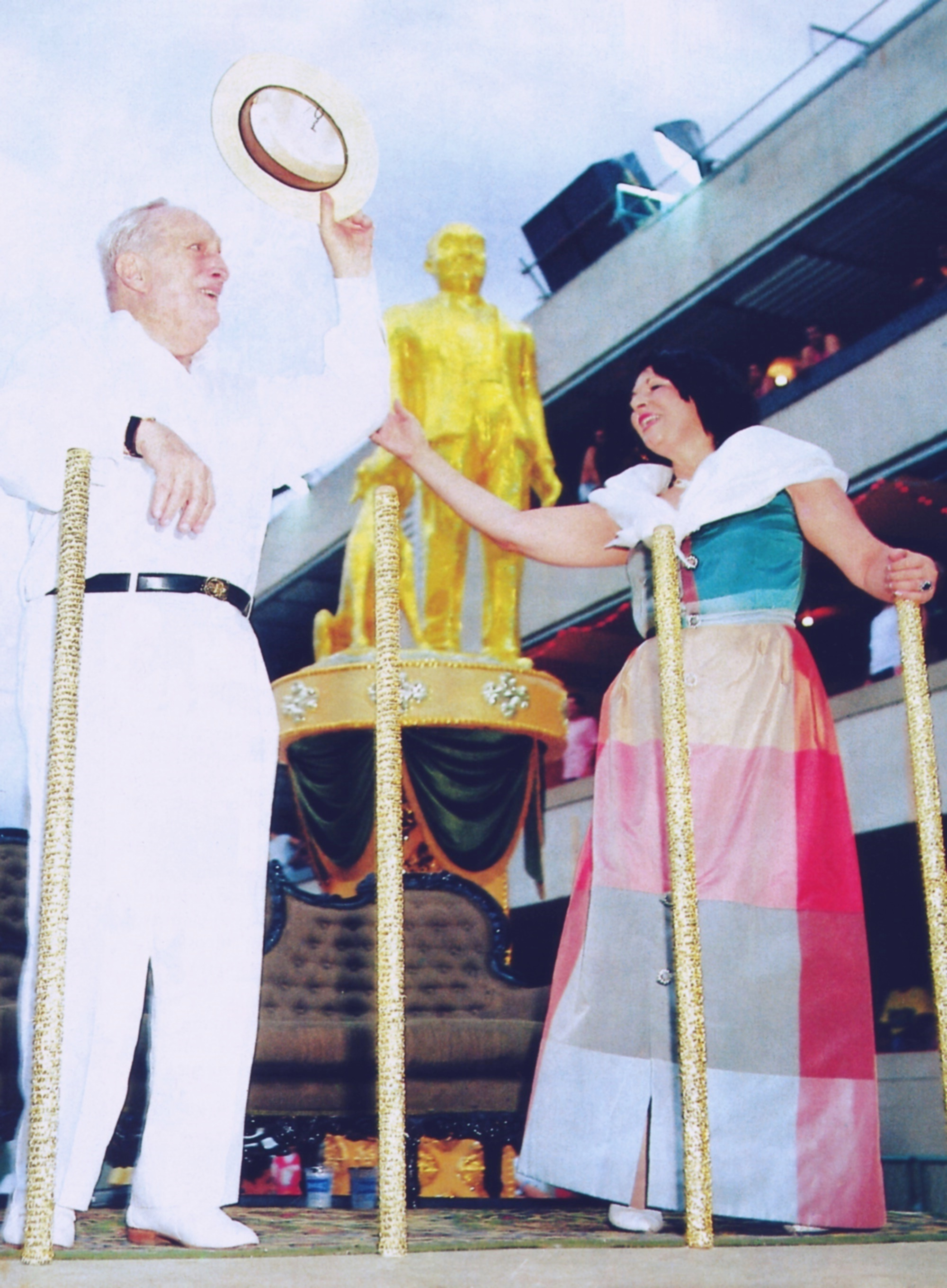
Em 1991, a Unidos do Cabuçu homenageou o empresário Adolpho Bloch

Nessa época passou a ser conhecida como a escola das homenagens. Entre as personalidades que serviram de inspiração a enredos da escola, destacou-se: Beth Carvalho, Roberto Carlos, Milton Nascimento, Xuxa, Adolpho Bloch, Mauricio de Sousa dentre outros.
Em 31 de maio de 1998, foi eleita para sua presidência a Dra. Elisabeth Rodrigues, que desde 1992 comanda na azul e branco do bairro do Engenho Novo a Ala do Axé e que em 1993 fundou a escola mirim "Miúda da Cabuçu".

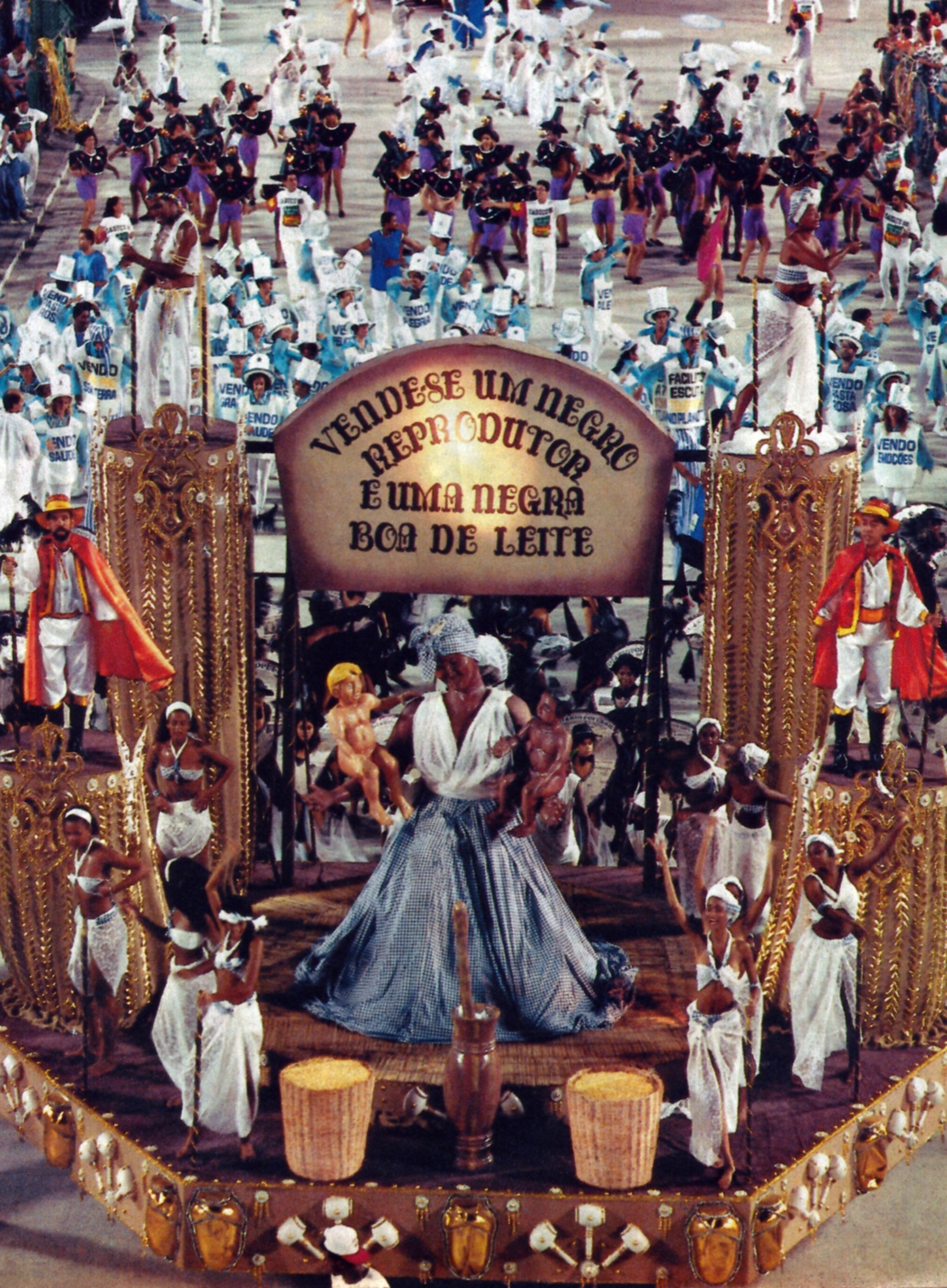
Unidos do Cabuçu em 1996

Após amargar o rebaixamento no carnaval de 2004, a escola não conseguiu ainda voltar ao antigo Grupo de acesso B. Em 2009, ficou em 7° lugar com o enredo Experiência mística, permanecendo no mesmo grupo para 2010, onde terminou na 4º colocação.
Para 2011, depois de homenagear o rei Roberto Carlos em 1987, homenagearia sua mãe Lady Laura, com  o enredo Lady Laura a Cabuçu conta a sua história, mas no decorrer do ano desistiu do tema e apresentou o novo enredo A Cabuçu mexe e remexe através dos tempos, cujo samba-enredo já foi escolhido devido aos compositores não concordarem com a verba disponível.
Em 2012, a escola retomou sua linha de enredos em homenagens a personalidades do mundo das artes e escolheu Elza Soares para tentar voltar à Sapucaí. Além disso, tem como novo presidente Carlos Alberto Vieira, que trouxe o veterano Mestre Mug como seu novo diretor de bateria.

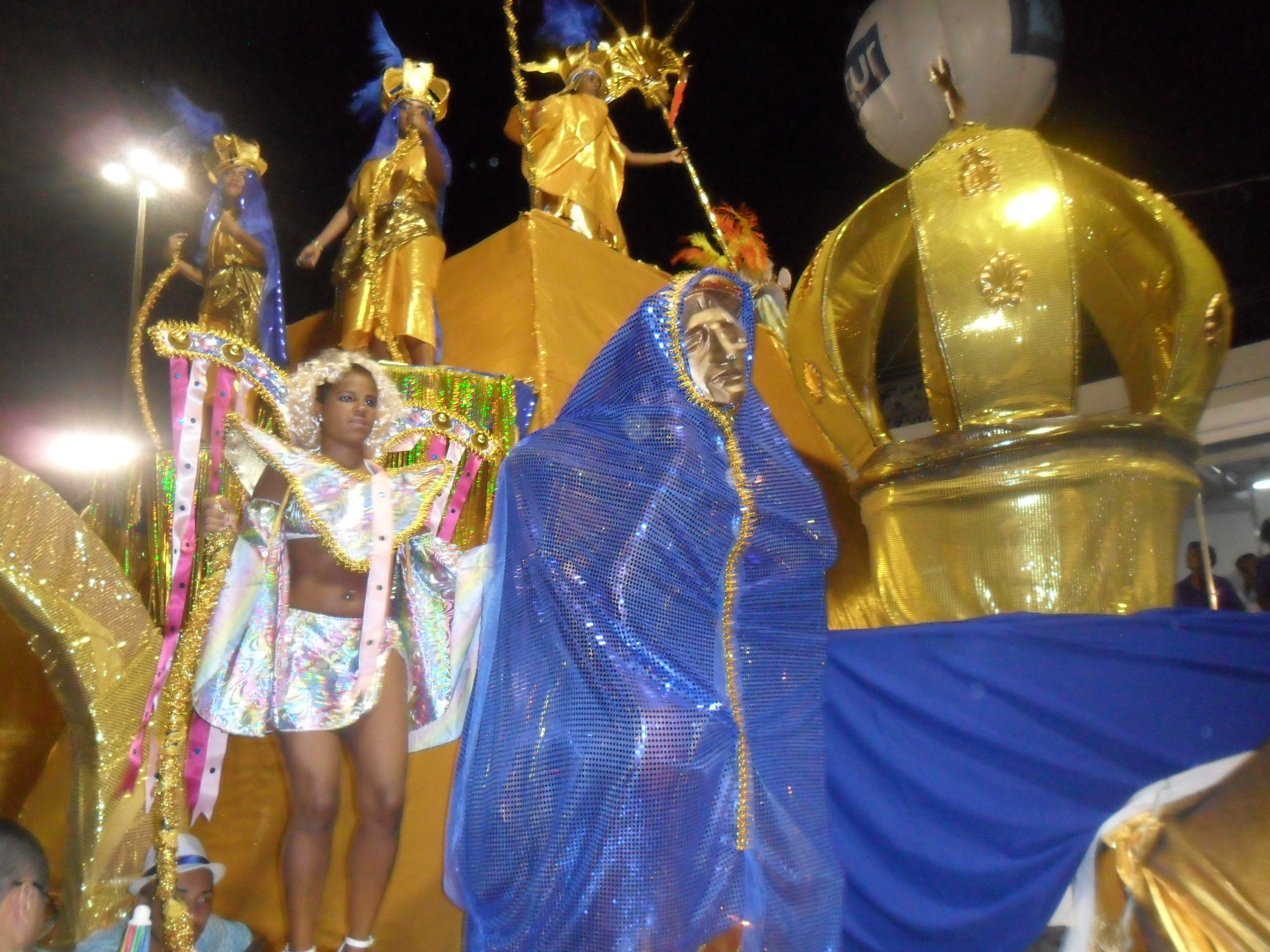
Unidos do Cabuçu em 2015, na Estrada Intendente Magalhães

Em 2013, foi campeã do Grupo C. Foi vice-campeã em 2014, num desfile com temática antirracista, e em 2015, quando apresentou Nossa Senhora Aparecida como tema de seu desfile, obteve apenas a 12ª colocação. No carnaval de 2016, a escola abordou em seu enredo seus 70 anos de história. Em 2020, homenageou o centenário ogã Bangbala.

## Segmentos

### Presidentes
| Nome                         | Mandato           | Ref.   |
| ---------------------------- | ----------------- | ------ |
| Therezinha Monte             | 1982-1998         | [ 9 ]  |
| Elizabeth Pires Rodrigues    | 1999-2000         | [ 9 ]  |
| José Carlos "Feijão"         | 2004              | [ 9 ]  |
| Valdir Merchioro             | 2008-2011         | [ 9 ]  |
| Carlos Alberto Vieira "Caju" | 2012-2019         | [ 9 ]  |
| Marcelo Rodrigues            | 2019-2023         | [ 10 ] |
| Laerte Gulini                | 2023 - atualidade |        |

- Commons

### Diretores
| Ano             | Diretor de Carnaval | Diretor geral de harmonia | Mestre de bateria       | Ref.   |
| --------------- | ------------------- | ------------------------- | ----------------------- | ------ |
| 2014-2015       | Leandro Azevedo     | Cosme e Asprilla          | Rogerinho Cabuçu        | [ 11 ] |
| 2019            | André Jales         |                           |                         |        |
| 2020            | André Jales         | Israel                    | Rogerinho Lima e Pastel | [ 10 ] |
| 2023-atualmente |                     |                           | Mestre Nandin           |        |

### Intérpretes
| Período         | Intérprete oficial                                 | Referências |
| --------------- | -------------------------------------------------- | ----------- |
| 1981–1986       | Di Miguel e J. Leão                                | [ 12 ]      |
| 1987            | Di Miguel e Celsinho                               | [ 13 ]      |
| 1988            | J. Leão                                            | [ 12 ]      |
| 1989–1993       | Di Miguel                                          | [ 14 ]      |
| 1994            | Ciganerey                                          | [ 15 ]      |
| 1995–1996       | Sidney Moreno                                      | [ 16 ]      |
| 1997–1998       | Celsinho                                           | [ 17 ]      |
| 1999–2002       | Sereno                                             | [ 18 ]      |
| 2003–2005       | Paulinho da Área                                   | [ 19 ]      |
| 2006–2010       | Marcelo Rodrigues                                  | [ 20 ]      |
| 2011            | Marcelo Rodrigues, Di Miguel, Dudu Mendes e Junior | [ 21 ]      |
| 2012            | Sandro Motta                                       | [ 22 ]      |
| 2013            | Nino do Milênio e Jean Cláudio                     | [ 23 ]      |
| 2014–2016       | Sandro Motta                                       | [ 22 ]      |
| 2017            | Tuninho Júnior                                     | [ 24 ]      |
| 2018            | Marcelo Rodrigues                                  |             |
| 2019-atualmente | Maykon Rodrigues                                   | [ 10 ]      |

### Coreógrafos
| Ano       | Nome           | Ref.   |
| --------- | -------------- | ------ |
| 2014-2015 | Cláudio Macena | [ 11 ] |
| 2020      | Renan e Guty   | [ 10 ] |

### Casal de Mestre-sala e Porta-bandeira
| Ano       | Nome                       | Ref.   |
| --------- | -------------------------- | ------ |
| 2014-2016 | Yuri Pires e Mirian Jalles | [ 25 ] |
| 2020      | Yuri Pires e Mirian Jalles | [ 10 ] |

### Corte de Bateria
| Ano       | Rainha             | Madrinha       | Ref.   |
| --------- | ------------------ | -------------- | ------ |
| 2011      | Hérica Matos       |                | [ 26 ] |
| 2015-2016 | Cristina Fernandes | Fabiane Bonfim | [ 27 ] |
| 2020      | Fabiane Bonfim     | Dani Vraa      | [ 10 ] |

## Carnavais
| Ano | Colocação | Divisão | Enredo | Carnavalesco | Ref.                        |
| --- | --- | --- | --- | --- | --------------------------- |
| 1947 | 13.º Lugar | Desfile Oficial | "Compositor desprezado" | | [ 28 ]                      |
| 1948 | 22.º Lugar | Desfile Oficial | "Brasil, celeiro do mundo" | |                             |
| 1949 | 25.º Lugar | FBES | "Proclamador da República" | |                             |
| 1950 | 8.º Lugar | UGESB | | |                             |
| 1951 | 10.º Lugar | UGESB | | |                             |
| 1952 | 3.º Lugar | Grupo 2 | "Encouraçado São Paulo" | |                             |
| 1953 | 17.º Lugar | Grupo 1 | "Bandeiras, armas e fardas do Brasil antigo" | |                             |
| 1954 | 9.º Lugar | Grupo 1 | "Relíquias do Rio antigo" | |                             |
| 1955 | 13.º Lugar | Grupo 1 | "A queda da monarquia" | |                             |
| 1956 | 7.º Lugar | Grupo 1 | "O primeiro centenário do Corpo de Bombeiros" | |                             |
| 1957 | 12.º Lugar | Grupo 1 | "Sinfonia do Trabalho" | |                             |
| 1958 | 14.º Lugar | Grupo 1 | "Aí vem a Marinha e seu patrono" | |                             |
| 1959 | 14.º Lugar (Rebaixada)                                                                                                | Grupo 1 | "Coroação de D. Pedro I" | |                             |
| 1960 | 4.º Lugar | Grupo 2 | "De Cabral a JK" | |                             |
| 1961 | Campeã | Grupo 2 | "Relíquias do Rio antigo" | |                             |
| 1962 | 7.º Lugar | Grupo 1 | "A glória e os amores de D. Pedro I" | |                             |
| 1963 | 7.º Lugar | Grupo 1 | "Os heróis de Vila Rica" | |                             |
| 1964 | 10.º Lugar (Rebaixada)                                                                                                | Grupo 1 | "Brasil de norte a sul" | |                             |
| 1965 | 10.º Lugar | Grupo 2 | "Rio de 400 janeiros" | |                             |
| 1966 | 10.º Lugar | Grupo 2 | "Apoteose ao trabalho" | |                             |
| 1967 | 8.º Lugar | Grupo 2 | "Bandeiras e brasões na história do Brasil" | |                             |
| 1968 | 14.º Lugar (Rebaixada)                                                                                                | Grupo 2 | "A primazia da Bahia" | |                             |
| 1969 | Campeã | Grupo 3 | "Origem do samba" | |                             |
| 1970 | 11.º Lugar | Grupo 2 | "As musas de Chico Buarque de Holanda" | |                             |
| 1971 | 13.º Lugar | Grupo 2 | "Ninguém segura este país" | |                             |
| 1972 | 15.º Lugar (Rebaixada)                                                                                                | Grupo 2 | "Laços de amizade" | |                             |
| 1973 | Vice-campeã | Grupo 3 | "Onde começou o Brasil" | |                             |
| 1974 | 4.º Lugar | Grupo 2 | "Devaneios de um poeta" | |                             |
| 1975 | 8.º Lugar | Grupo 2 | "Uiara a Deusa da Terra Grande" | |                             |
| 1976 | Vice-campeã | Grupo 2 | "Reisado da terra das Alagoas" | |                             |
| 1977 | 12.º Lugar (Rebaixada)                                                                                                | Grupo 1 | "Os sete povos das missões" | Cláudio Souza |                             |
| 1978 | 3.º Lugar | Grupo 2 | "Exaltação às pedras preciosas do Brasil" | |                             |
| 1979 | 7.º Lugar | Grupo 1B | "Gigante negro da Abolição à República" | Wivaldo Antunes |                             |
| 1980 | 7.º Lugar | Grupo 1B | "Tua obra não nega, Lalá" | Comissão de Carnaval (Therezinha Monte, Jorge Silveira, Jailton e Eucyr Pereira)                                      |                             |
| 1981 | 5.º Lugar | Grupo 1B | "De Daomé a São Luis, a pureza Mina Jêje" | Comissão de Carnaval Luiz Fernando Reis, Therezinha Monte e Ricardo Luiz)                                             |                             |
| 1982 | 8.º Lugar | Grupo 1B | "A lenda do dragão dourado" | Gustavo Coutinho e Ronaldo Marins                                                                                     |                             |
| 1983 | 4.º Lugar | Grupo 1B | "A visita de Ony de Ijé ao Obá de Oió" | Gustavo Coutinho e Ronaldo Marins                                                                                     |                             |
| 1984 | Campeã | Grupo 1B | "Beth Carvalho, a enamorada do samba" | Lula Carvalho e Edmundo Souto                                                                                         |                             |
| 1985 | 13.º Lugar | Grupo 1A | "A festa é nossa, ninguém tasca ou quem ri por último, ri melhor" | Sidelson |                             |
| 1986 | 13.º Lugar | Grupo 1A | "Deu a louca na História! E agora, Stanislaw, como é que fica?" | Ilvamar Magalhães |                             |
| 1987 | 7.º Lugar | Grupo 1 | "Roberto Carlos na cidade da fantasia" | Ilvamar Magalhães | [ 29 ]                      |
| 1988 | 15.º Lugar | Grupo 1 | "O mundo mágico dos Trapalhões" | Alexandre Louzada |                             |
| 1989 | 14.º Lugar | Grupo 1 | "Milton Nascimento, sou do mundo, sou de Minas Gerais" | Beto Sol |                             |
| 1990 | 16.º Lugar (Rebaixada)                                                                                                | Grupo Especial (primeira divisão)                                                                                     | "Será que votei certo pra presidente?" | Beto Sol |                             |
| 1991 | 4.º Lugar | Grupo A (segunda divisão)                                                                                             | "Aconteceu, virou manchete" | Paulo Afonso de Lima                                                                                                  |                             |
| 1992 | 8.º Lugar | Grupo A (segunda divisão)                                                                                             | "Xuxa, a realidade vira sonho no Xou da Cabuçu" | Paulo Afonso de Lima                                                                                                  |                             |
| 1993 | 3.º Lugar | Grupo A (segunda divisão)                                                                                             | "De quadrinho em quadrinho, lá vai meu recado ... Maurício de Sousa" | Márcio Tavolari, Alfredo Correa de Sá e Paulo Dubois                                                                  |                             |
| 1994 | 5.º Lugar | Grupo A (segunda divisão)                                                                                             | "Brajiru, meu Japão Brasileiro" | Paula Vannier |                             |
| 1995 | 8.º Lugar | Grupo A (segunda divisão)                                                                                             | "Um abraço à Cinelândia, 60 anos de Teatro Rival" | Paula Vannier |                             |
| 1996 | 5.º Lugar | Grupo A (segunda divisão)                                                                                             | "Do reclame ao merchandising, a história da propaganda no Brasil" | Paula Vannier |                             |
| 1997 | 7.º Lugar (Rebaixada)                                                                                                 | Grupo A (segunda divisão)                                                                                             | "Todas as Marias de nossa terra" | Paula Vannier |                             |
| 1998 | 3.º Lugar | Grupo B (terceira divisão)                                                                                            | "Toda a sorte do mundo" | Paula Vannier |                             |
| 1999 | 7.º Lugar | Grupo A (segunda divisão)                                                                                             | "O meu cabelo não nega" | Jorge Cunha e Paulo Trabachini                                                                                        |                             |
| 2000 | 12.º Lugar (Rebaixada)                                                                                                | Grupo A (segunda divisão)                                                                                             | "Brasil 500... Ano 2000... Cabral faz a festa no Brasil" | Lane Santana |                             |
| 2001 | 8.º Lugar | Grupo B (terceira divisão)                                                                                            | "Cabuçu canta e encanta com o canto das sereias" | Marcos Caleiros |                             |
| 2002 | 11.º Lugar (Rebaixada)                                                                                                | Grupo B (terceira divisão)                                                                                            | "Se reciclar não vai faltar" | Paulo Flores |                             |
| 2003 | Vice-campeã | Grupo C (quarta divisão)                                                                                              | "Cores, brilhos e fantasias, abram alas pra folia" | Luiz Carlos Guimarães                                                                                                 |                             |
| 2004 | 11.º Lugar (Rebaixada)                                                                                                | Grupo B (terceira divisão)                                                                                            | "Therezinha Monte - A guerreira do samba e seus 20 anos de folia na Cabuçu" | Luiz Carlos Guimarães                                                                                                 |                             |
| 2005 | 11.º Lugar | Grupo C (quarta divisão)                                                                                              | "Pindorama, paraíso de belezas naturais, hoje terra de todos, depois só Brasil" | Luiz Carlos Guimarães                                                                                                 |                             |
| 2006 | 6.º Lugar | Grupo C (quarta divisão)                                                                                              | "A mão que varre esse chão segura com firmeza essa nação" | Comissão de Carnaval Marcos Calheiro, Mauro Valentim, Jorge Carnaval e Celso Almeida)                                 |                             |
| 2007 | 8.º Lugar | Grupo C (quarta divisão)                                                                                              | "Da existência dos Pretos Forros ao desenvolvimento do Méier" | Luiz Carlos Guimarães e Humberto Abrantes                                                                             |                             |
| 2008 | 10.º Lugar | Grupo C (quarta divisão)                                                                                              | "Lendas e costumes... o tesouro folclórico de suas regiões" | Luiz Carlos Guimarães                                                                                                 |                             |
| 2009 | 7.º Lugar | Grupo RJ-2 (quarta divisão)                                                                                           | "Experiência mística" | Luiz Carlos Guimarães                                                                                                 |                             |
| 2010 | 4.º Lugar | Grupo RJ-2 (quarta divisão)                                                                                           | "Estácio de Sá, o berço do samba" Compositores:Silvano, Lair, Betinho Santana, Luis Fernando e Jéferson. | Luiz Carlos Guimarães                                                                                                 |                             |
| 2011 | 7.º Lugar | Grupo C (quarta divisão)                                                                                              | "A Cabuçu mexe e remexe através dos tempos" | Luiz Carlos Guimarães                                                                                                 |                             |
| 2012 | 12.º Lugar | Grupo C (quarta divisão)                                                                                              | "Cabuçu dá a Elza na avenida!" Sylvinho, Jefferson, Lair e Laércio. | Marco Aramha e Marcyo de Olliveira                                                                                    |                             |
| 2013 | Campeã | Grupo C (quarta divisão)                                                                                              | "O mestre sala dos mares" Compositores: Flavio Viana, Charles Braga, Deo, Marcio Oliveira, Neyzinho do Cavaco, Adailton Aquino e Saint Clair Cunha                                                                                         | Laerte Gulini e Clébson Prates                                                                                        |                             |
| 2014 | Vice-campeã | Grupo B (terceira divisão)                                                                                            | "Tire sua mordaça do caminho... Que eu quero gritar a minha cor..." | Laerte Gulini e Clébson Prates                                                                                        |                             |
| 2015 | 12.º Lugar | Série B (terceira divisão)                                                                                            | "Nossa Senhora Aparecida - O Milagre" Compositores:Jefferson, Tuil Pontes, Lair e Laércio | Jack Vasconcelos | [ 30 ] [ 31 ] [ 32 ] [ 11 ] |
| 2016 | 11.º Lugar | Série B (terceira divisão)                                                                                            | "A festa é nossa e ninguém tasca! São 70 anos de "xou" da Cabuçu no mundo mágico do carnaval" | Edson Siqueira | [ 33 ]                      |
| 2017 | Vice-campeã | Série B (terceira divisão)                                                                                            | "Domingo Menino Dominguinhos" | João Vitor Araújo |                             |
| 2018 | 10.º Lugar (Rebaixada)                                                                                                | Série B (terceira divisão)                                                                                            | ''Um Reinado Preto Brasileiro'' | André Rodrigues | [ 34 ]                      |
| 2019 | 13.º Lugar (Rebaixada)                                                                                                | Série C (quarta divisão)                                                                                              | Tra-la-lá nas Ondas do Rádio | Cristiano Prado | [ 35 ]                      |
| 2020 | 11.º Lugar | Acesso da Intendente (quarta divisão)                                                                                 | Cabuçu canta pra subir no Centenário de Bángbalà Compositores:Ney da Passarela, Jefāo do Cavaco, Bira do Império, Márcio Oliveira, Chiquinho da Passarela, Ivan do Bar, Rico, Nego do Atabaque, Tio Carlinhos, Maykon Rodrigues e Anderson | Lane Santana, Jorge Lucas e Cristiano Prado                                                                           | [ 36 ] [ 10 ] [ 8 ]         |
| Inicialmente adiados para o mês de julho, os desfiles do Carnaval 2021 foram cancelados devido a pandemia de Covid-19 | Inicialmente adiados para o mês de julho, os desfiles do Carnaval 2021 foram cancelados devido a pandemia de Covid-19 | Inicialmente adiados para o mês de julho, os desfiles do Carnaval 2021 foram cancelados devido a pandemia de Covid-19 | Inicialmente adiados para o mês de julho, os desfiles do Carnaval 2021 foram cancelados devido a pandemia de Covid-19 | Inicialmente adiados para o mês de julho, os desfiles do Carnaval 2021 foram cancelados devido a pandemia de Covid-19 | [ 37 ]                      |
| 2022 | 3.º Lugar | LIVRES (Grupo B) | Deu a louca na História! E agora, Stanislaw, como é que fica? (Reedição do enredo de 1986) | Cristiano Prado e Isaac Neves                                                                                         | [ 38 ]                      |
| 2023 | 7.º Lugar | Série Bronze (Segunda-feira) (quarta divisão)                                                                         | Noca da Portela e todos os sambas de Leopoldina à Sapucaí Compositores: Carlos Jr., Genésio, Márcio Oliveira, Bira do Império, J. Carlos, Laércio, Bibino e Rico                                                                           | Cássio Carvalho e Laerte Gulini                                                                                       | [ 39 ]                      |
| 2024 | 5.º Lugar | Série Bronze (Sábado) (quarta divisão)                                                                                | Será que sempre deu camelo na cabeça? | Leonardo Soares e Paulo Henrique Germano                                                                              | [ 40 ]                      |
| 2025 | 4.º Lugar | Série Bronze (Sábado) (quarta divisão)                                                                                | Há Quem Passe Pela África… Veja: Quem é Você? | Wladimir Morellembaumm                                                                                                |                             |
| 2026 | | Série Bronze (Sábado) (quarta divisão)                                                                                | A Saga dos Tupinambás a Guaranis - No Olhar do Tempo, Escute o Cheiro da Chuva na Aldeia Maricá Cabuçu | Vander Cobalto |                             |

## Premiações
Prêmios recebidos pela SERES Unidos do Cabuçu.
| Ano  | Prêmio              | Categoria premiada | Divisão  | Ref.   |
| ---- | ------------------- | --- | -------- | ------ |
| 1979 | Estandarte de Ouro  | Samba-enredo do Grupo 1B (Atual Série A) ("Gigante negro da Abolição à República" - Compositores: Ilzamar, Marlon, Valmir e Amauri)                                                                                  | Grupo 1B | [ 41 ] |
| 1987 | Estandarte de Ouro  | Personalidade (Vilma) | Grupo 1  | [ 42 ] |
| 1996 | Estandarte de Ouro  | Samba-enredo do Grupo A (Atual Série A) ("Do reclame ao merchandising, a história da propaganda no Brasil" - Compositores: Carlos Werneck, Karlinhos Madureira, Sérgio Magnata, Beto Pernada, Ney do Cabuçu e Jadir) | Grupo A  | [ 41 ] |
| 1997 | Estandarte de Ouro  | Samba-enredo do Grupo A (Atual Série A) ("Todas as Marias de nossa terra" - Compositores: Ney do Cabuçu, Carlos Werneck, Jadir, Sérgio Magnata, Beto Pernada e Di Miguel)                                            | Grupo A  | [ 41 ] |
| 1999 | S@mba-Net           | Enredo ("O meu cabelo não nega") | Grupo A  | [ 43 ] |
| 2001 | S@mba-Net           | Samba-enredo (“Cabuçu canta e encanta com o canto das sereias” - Compositores: Carlinhos Melodia, Wanderlei Araújo, Chiquinho da Passarela e Valdir da Mina)                                                         | Grupo B  | [ 44 ] |
| 2001 | S@mba-Net           | Intérprete (Sereno) | Grupo B  | [ 44 ] |
| 2004 | S@mba-Net           | Samba-enredo ("Therezinha Monte, a guerreira do samba e seus 20 anos de folia da Cabuçu" - Compositores: Paulo Figueiredo, Dudu Mendes, Telmo Augusto, Paulinho da Área e Carlos Junior)                             | Grupo B  | [ 45 ] |
| 2006 | Troféu Jorge Lafond | Ala mirim | Grupo C  | [ 46 ] |
| 2007 | Troféu Jorge Lafond | Velha guarda | Grupo C  | [ 47 ] |
| 2008 | Troféu Jorge Lafond | Ala das baianas | Grupo C  | [ 48 ] |
| 2013 | Troféu Jorge Lafond | Campeã do Grupo C | Grupo C  | [ 49 ] |